# Niculești
Niculeşti é uma comuna romena localizada no distrito de Dâmboviţa, na região de Muntênia. A comuna possui uma área de 26.86 km² e sua população era de 4498 habitantes segundo o censo de 2007.